# Przedsiębiorstwo spożywcze
Przedsiębiorstwo spożywcze – przedsiębiorstwo prowadzące działalność związaną z jakimkolwiek etapem produkcji, przetwarzania i dystrybucji żywności.